# Anne-Pierre de Montesquiou-Fézensac
Anne-Pierre de Montesquiou-Fézensac (Parigi, 17 ottobre 1739 – Parigi, 30 dicembre 1798) fu un generale dell'esercito francese ed uomo politico al tempo della rivoluzione francese.

## Biografia
Proveniente da nobile famiglia di origine guascone, intraprese la carriera militare divenendo colonnello del reggimento Royal-Vaisseaux nel 1768. Fu il primo scudiero di Luigi Giuseppe Saverio, conte di Provenza, futuro re Luigi XVIII nel 1771. Nel 1780 venne nominato maresciallo di campo.
Vicino ai fisiocrati, ereditò dallo zio e dal padre una grossa proprietà a Mauperthuis, nella regione del Brie, che sviluppò notevolmente, creando in particolare un prospero allevamento di montoni Merino. Verso il 1764/1766 egli fece erigere un castello con un giardino da Claude Nicolas Ledoux, poi chiamò Hubert Robert e Alexandre-Théodore Brongniart per l'allestimento di un parco all'inglese con alcuni fabbricati d'ispirazione massonica. Sempre su richiesta di Montesquiou, Brongniart rimodellò totalmente il villaggio di Mauperthuis
Eletto nel 1789 agli Stati generali dalla nobiltà di Meaux, egli fece parte del gruppo di 47 deputati nobili che si allinearono al Terzo Stato il 25 giugno di quell'anno. Divenne relatore del Comitato per la finanza all'Assemblea Nazionale Costituente. Generale comandante dell'armée du Midi nel settembre del 1792, occupò la provincia di Savoia e spronò gli abitanti a chiedere l'annessione alla Francia. Ricevuto poi l'ordine dalla Convenzione nazionale di entrare nel cantone di Ginevra ma i ginevrini si appellarono ai cantoni di Berna e di Zurigo ed il marchese di Montesquiou-Fézensac preferì intavolare trattative con i ginevrini, il che gli valse un richiamo da parte della Convenzione. Egli passò quindi in Svizzera e non rientrò in Francia che nel 1797.
Il 29 aprile 1784 venne chiamato dall'Accademia di Francia a sostituire monsignor Jean-Gilles du Coëtlosquet, deceduto il 21 marzo di quell'anno, al Seggio n. 16 (alla cerimonia di ricevimento, presieduta dal segretario Jean Baptiste Antoine Suard, avvenuta il 15 giugno successivo, assistette anche il re di Svezia Gustavo III, che viaggiava in incognito con il nome di conte de Haga).
Egli scriveva poesie e commedie.